# Star Fox Adventures
Star Fox Adventures (スターフォックスアドベンチャー?, Sutā Fokkusu Adobenchā) o Starfox Adventures è un videogioco del 2002 prodotto da Rare e pubblicato per Nintendo GameCube. Si tratta dell'ultimo gioco sviluppato dalla Rare per una console Nintendo prima di essere acquisita dalla Microsoft.

## Trama
Il gioco è ambientato otto anni dopo la sconfitta di Andross, narrata in Star Fox 64. Il generale Pepper invia Fox e i suoi compagni Peppy e Slippy per investigare su un pianeta del sistema Lylat, Sauria, che si sta apparentemente sgretolando. Lì scopriranno che un tiranno, il generale Scales, con il suo esercito di dinosauri, ha preso il potere e rubato le incantopietre, gemme dai poteri magici che determinano gli equilibri del mondo. Fox ed i suoi compagni, non potendo tollerare tale situazione, daranno inizio ad una battaglia contro il malvagio comandante per liberare il pianeta. Nella battaglia lo Star Fox Team sarà affiancato da Tricky, un cucciolo di triceratopo, e Krystal, una volpe umanoide azzurra nativa del pianeta.

## Modalità di gioco
Star Fox Adventures è un gioco di avventura in terza persona con elementi platform. Il suo sistema di controllo, combattimento e gestione delle telecamere è considerato paragonabile a quello di The Legend of Zelda: Ocarina of Time. Come Ocarina of Time, anche questo gioco presenta infatti un sistema di focalizzazione sui singoli nemici, un vasto arsenale di armi ed oggetti a disposizione ed una transizione graduale da giorno a notte.

## Sviluppo
Il gioco era nato come un progetto per Nintendo 64 dal nome Dinosaur Planet, un’avventura tridimensionale ambientata in un fantastico universo preistorico dominato dalle arti della magia. Con il cambio di generazione delle console, il progetto venne dirottato da Nintendo GameCube. Quando Dinosaur Planet venne visionato dai responsabili della Nintendo, tra cui Shigeru Miyamoto, questi affermarono la mancanza di un protagonista di spessore e carismatico che potesse attirare il pubblico, così venne deciso di cambiare i personaggi del gioco con i protagonisti di un'altra serie videoludica di successo di Nintendo, Star Fox. Questa operazione comportò l'inserimento dell'universo di Star Fox, caratterizzato da uno stile di gioco sparatutto tridimensionale a bordo di navicelle spaziali, in un mondo caratterizzato invece da chiari elementi fantasy e abitato esclusivamente da esseri preistorici. Tale discordanza venne in parte risolta con l'inclusione di alcuni livelli in cui si deve pilotare l'Arwing di Fox McCloud per spostarsi tra le varie aree del gioco. Il prodotto finito mostra comunque numerose somiglianze con il prototipo: vengono infatti riutilizzate mappe, cutscenes, personaggi e parte della trama.